# Igor Akinfeev
Igor Vladimirovici Akinfeev (rusă Игорь Владимирович Акинфеев; n. 8 aprilie 1986 în Vidnoe) fotbalist internațional rus, portar el echipei ȚSKA Moscova, master onorific în sport (2005). El este membru al echipei naționale a Rusiei din 2004, este cvadruplu campion al Rusiei cu ȚSKA Moscova (2003, 2005, 2006, 2012/2013), cvintuplu câștigător al Cupei Rusiei (2005, 2006, 2008, 2009, 2011), câștigător al UEFA Europa League (2005), medaliat cu bronz la UEFA Euro 2008.

## Statistici carieră
| Club         | Sezon   | Campionatul Rusiei | Campionatul Rusiei | Cupa Rusiei | Cupa Rusiei | Cupa Primei Ligi | Cupa Primei Ligi | Supercupa Rusiei | Supercupa Rusiei | Cupa UEFA/ Europa League | Cupa UEFA/ Europa League | Champions League | Champions League | Supercupa Europei | Supercupa Europei | Total | Total |
| Club         | Sezon   | M                  | GA                 | M           | GA          | M                | GA               | M                | GA               | M                        | GA                       | M                | GA               | M                 | GA                | M     | GA    |
| ------------ | ------- | ------------------ | ------------------ | ----------- | ----------- | ---------------- | ---------------- | ---------------- | ---------------- | ------------------------ | ------------------------ | ---------------- | ---------------- | ----------------- | ----------------- | ----- | ----- |
| ȚSKA Moscova | 2003    | 13                 | 11                 | 2           | 1           | 2                | 1                | 0                | 0                | 0                        | 0                        | 1                | 2                | 0                 | 0                 | 18    | 15    |
| ȚSKA Moscova | 2004    | 26                 | 15                 | 1           | 1           | 0                | 0                | 1                | 1                | 0                        | 0                        | 10               | 7                | 0                 | 0                 | 38    | 24    |
| ȚSKA Moscova | 2005    | 29                 | 17                 | 7           | 4           | 0                | 0                | 0                | 0                | 15                       | 11                       | 0                | 0                | 1                 | 3                 | 52    | 35    |
| ȚSKA Moscova | 2006    | 28                 | 25                 | 7           | 2           | 0                | 0                | 1                | 2                | 0                        | 0                        | 8                | 5                | 0                 | 0                 | 44    | 34    |
| ȚSKA Moscova | 2007    | 10                 | 6                  | 2           | 1           | 0                | 0                | 1                | 2                | 2                        | 1                        | 3                | 8                | 0                 | 0                 | 18    | 18    |
| ȚSKA Moscova | 2008    | 30                 | 24                 | 2           | 3           | 0                | 0                | 0                | 0                | 6                        | 6                        | 0                | 0                | 0                 | 0                 | 38    | 33    |
| ȚSKA Moscova | 2009    | 30                 | 30                 | 4           | 3           | 0                | 0                | 1                | 1                | 4                        | 3                        | 6                | 10               | 0                 | 0                 | 45    | 47    |
| ȚSKA Moscova | 2010    | 28                 | 22                 | 1           | 0           | 0                | 0                | 1                | 1                | 7                        | 3                        | 4                | 4                | 0                 | 0                 | 41    | 30    |
| ȚSKA Moscova | 2011/12 | 28                 | 22                 | 4           | 5           | 0                | 0                | 1                | 1                | 4                        | 3                        | 0                | 0                | 0                 | 0                 | 37    | 31    |
| ȚSKA Moscova | 2012/13 | 22                 | 17                 | 0           | 0           | 0                | 0                | 0                | 0                | 2                        | 2                        | 0                | 0                | 0                 | 0                 | 24    | 19    |
| ȚSKA Moscova | Total   | 244                | 189                | 30          | 20          | 2                | 1                | 6                | 8                | 40                       | 28                       | 32               | 36               | 1                 | 3                 | 355   | 285   |
| Total        | Total   | 244                | 189                | 30          | 20          | 2                | 1                | 6                | 8                | 40                       | 28                       | 32               | 36               | 1                 | 3                 | 355   | 285   |

## Palmares

### Club
CSKA Moscow
- Prima Ligă Rusă (4): 2003, 2005, 2006, 2012–13
- Cupa Rusiei (6): 2004–05, 2005–06, 2007–08, 2008–09, 2010–11, 2012–13
- Supercupa Rusiei (5): 2004, 2006, 2007, 2009, 2013
- Cupa UEFA (1): 2004–05

### Internațional
- Campionatul European de Fotbal Locul trei (1): 2008

### Individual
- 2012 – 2013 Russian Premier League Player of the Year
- Baltic and Commonwealth of Independent States Footballer of the Year ("Star") by Sport-Express (2006)
- The best young football player of Russian Premier League (2005)
- List of 33 best football player of the Russian Championship: # 1 (2005, 2006, 2008, 2009, 2010, 2012/13); # 2 (2011/2012); # 3 (2004).
- The best Russian goalkeeper according to Russian Football Union (2008, 2009, 2010)
- The best young goalkeeper of Europe (2008)
- member of Lev Yashin club
- Russian CSKA Prize "Golden Horseshoe": one golden horseshoe (2010) and four silver horseshoe (2005, 2006, 2008, 2009)
- Order of Friendship (2006)
- Lev Yashin Prize "Goalkeeper of the year" (2004, 2005, 2006, 2008, 2009, 2010)